# Waldeck
Waldeck là một thị trấn nhỏ ở huyện Waldeck-Frankenberg, nằm ở phía tây bắc Hessen, Đức.

## Địa lý

### Vị trí
Waldeck nằm bên cạnh Edersee, một hồ chứa nước. Các làng thuộc Waldeck trải dài từ bờ hồ Edersee cho tới rừng Langer Wald.

### Các vùng lân cận
Waldeck có ranh giới ở phía bắc với Twistetal, về phía dông bắc với thị trấn Bad Arolsen (cả hai ở Waldeck-Frankenberg), về phía đông với thị trấn Wolfhagen và Naumburg (cả hai thuộc Kassel (huyện)), về phía nam với Edertal, và về phía tây với làng Vöhl và thị trấn Korbach (cả ba thuộc huyện Waldeck-Frankenberg).